# جزیره گوناو
جزیره گوناو (به لاتین: Gonâve Island) یک جزیره در هائیتی است که در خلیج گوناو واقع شده‌است.

## خصوصیات
جزیره گوناو ۷۹٬۱۸۸ نفر جمعیت دارد و ۷۷۸ متر بالاتر از سطح دریا واقع شده‌است.